# Emmy Bergmann
Emm(i)y Miriam Bergmann (* 15. September 1887 in Berlin; † 24. April 1972 in Hasorea/Israel) war eine deutsche Kinderärztin und Montessoripädagogin. Sie war die Schwester der bedeutenden Montessoripädagogin Clara Grunwald.

## Leben und Wirken

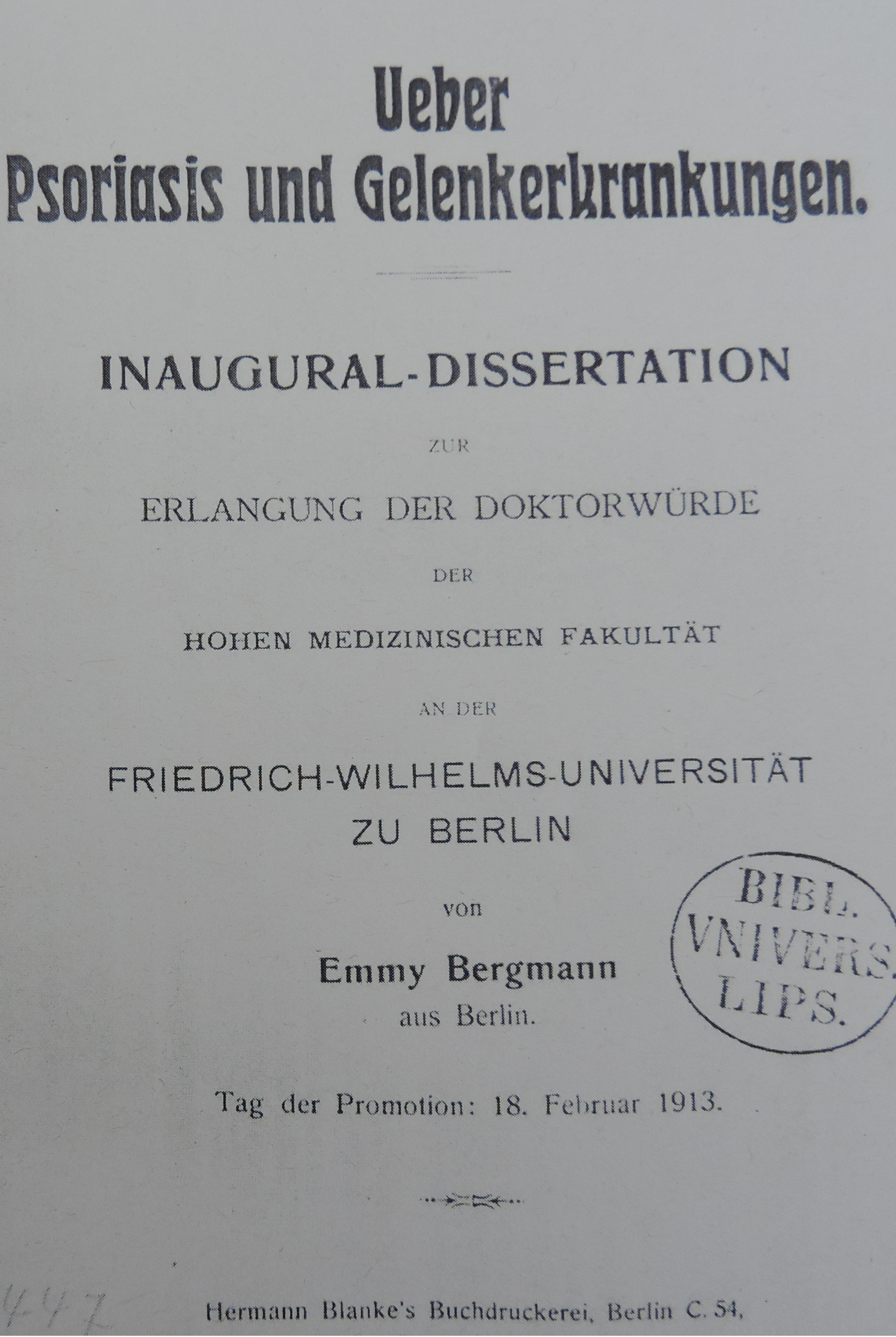
Dissertation Emmy Bergmanns

Sie war das jüngste Kind einer kinderreichen jüdischen Familie. Nach Besuch der Volksschule und der Gymnasialkurse für Frauen studierte sie Medizin in München und Berlin. Nach Erhalt des Physikums 1909 in München legte sie 1912 in der Reichshauptstadt das Staatsexamen ab und promovierte Über Psoriasis und Gelenkerkrankung. Im gleichen Jahr heiratete Emmy Grunwald einen Cousin, den (später international bekannten) Chemiker Max Bergmann. Aus der Ehe, die Mitte der 1920er Jahre geschieden wurde, gingen zwei Kinder hervor. 1914 übernahm sie in Berlin für ein Jahr eine Assistentenstelle als Kinderärztin im Kaiserin-Auguste-Victoria-Krankenhaus, gefolgt von  Anstellungen an der Säuglingsfürsorge III und schließlich als Schulärztin. Zudem war sie Dozentin für Soziale Hygiene an der Sozialen Frauenschule. September 1922 übersiedelte die Familie nach Freiburg im Breisgau. Dort wandte sich die Kinderärztin immer mehr der Montessoripädagogik zu und eröffnete ein Montessori-Kinderhaus in der Rheinstrasse mit ca. 20 überwiegend nicht schulpflichtigen Kindern, darunter auch ihr Sohn Peter Bergmann. Hinsichtlich der Montessori-Pädagogik besuchte sie Kurse in England, Italien und der Schweiz.
In Amsterdam besuchte Emmy Bergmann 1923/24 einen Montessorikurs und lernte dadurch Maria Montessori persönlich kennen. Die italienische Ärztin begrüßte und unterstützte ihre Idee, in Freiburg einen Zweigverein der 'Deutschen Montessori-Gesellschaft e. V.' zu etablieren, der 1927 ins Leben gerufen und von Emmy Bergmann geleitet wurde. Zwei Jahre später gründete die Ärztin, die 1925 noch das Lehrerinnenexamen absolviert hatte, eine Montessori-Volksschule. Diese war die erste schulische Einrichtung im Land Baden, die nach der Montessori-Methode arbeitete. Über das Konzept der Einrichtung bilanzierte Emmy Bergmann u. a.:
In der Montessori-Schule gibt es keine Zeugnisse, keine Versetzungen im üblichen Sinne. Hier wird der Arbeitswille, die Arbeitsfreudigkeit des Kindes anerkannt, jede Arbeit, die mit dem Bemühen, das Beste zu geben, geleistet wird. Die Arbeit wird nicht abgeurteilt nach ihrem äußeren Erfolge, vor allem nicht nach dem Verhältnis, in dem sie zur Arbeit der anderen steht.
Als die Nazis an die Macht kamen, wurde die Bevölkerung aufgerufen, die nette Erziehungsstätte für die Kinder vornehmster exklusivster Freiburger Gesellschaftskreise, die „Privatschule Dr. Bergmann“, zu boykottieren.
Da die Montessoripädagogik schwer diffamiert wurde, suchte Emmy Bergmann Kontakt zu ihrer älteren Schwester Clara Grunwald und kehrte 1934 nach Berlin-Tempelhof zurück. Bedingt durch ihre jüdische Abstammung konnte sie jedoch nur sehr eingeschränkt als Kinderärztin und Montessoripädagogin tätig sein. Darum emigrierte Emmy Bergmann bald nach Palästina. In Jerusalem arbeitete sie als Erzieherin und Lehrerin. Nach ihrer Pensionierung lebte sie bis zu ihrem Tod in einem Kibbutz, wo sie mit Kindern nach der Montessoripädagogik arbeitete und diese auch medizinisch versorgte.
Emmy Bergmann starb am 24. April 1972 im Alter von 84 Jahren in Hasorea/Israel.

## Schriften
- Zur Frage der Beeinflussung der Brustkinder durch die Kriegsernährung der Mütter. (Nahrungsmengen, Ernährungserfolg und Entwicklung zweier geschwisterlicher Brustkinder.) Beobachtungen einer Ärztin als Mutter. In: Zeitschrift für Kinderheilkunde. H. 4, 1920, S. 75–111.
- Bericht über die Montessori-Arbeit in Freiburg i. Br. In: Montessori-Nachrichten- H. 4, 1925.
- Über Erziehung und Unterricht in der Montessori-Schule. In: Die Neue Erziehung. H. 3, 1925.
- Psychologische Beobachtungen in der Montessori-Grundschulklasse. In: Die neue Erziehung. H. 7, 1927.